# Elsemieke Havenga
Francisca Elisabeth Maria "Elsemieke" Havenga (née Hillen le 30 septembre 1959 à La Haye) est une joueuse de hockey sur gazon néerlandaise, sélectionnée en équipe des Pays-Bas de hockey sur gazon féminin à 107 reprises. 
Elle est sacrée championne olympique en 1984 à Los Angeles. Elle est aussi championne du monde en 1978, 1983 et 1986, vice-championne du monde en 1981 et championne d'Europe en 1984.